# San Francisco, Epazoyucan
San Francisco är en ort i Mexiko.   Den ligger i kommunen Epazoyucan och delstaten Hidalgo, i den sydöstra delen av landet, 80 km nordost om huvudstaden Mexico City. San Francisco ligger 2 407 meter över havet och antalet invånare är 125.
Terrängen runt San Francisco är platt åt nordväst, men åt sydost är den kuperad. Runt San Francisco är det ganska tätbefolkat, med 83 invånare per kvadratkilometer. Närmaste större samhälle är Pachuca de Soto, 15,0 km norr om San Francisco. Trakten runt San Francisco består till största delen av jordbruksmark.